# Antillophos tsokobuntodis
Antillophos tsokobuntodis là một loài ốc biển, là động vật thân mềm chân bụng sống ở biển trong họ Buccinidae.